# Tỉnh của Turkmenistan
Turkmenistan được chia thành năm tỉnh hay welayatlar (số ít welayat) và một quận thành phố thủ đô (şäher). Năm tỉnh là Ahal, Balkan, Dashoguz, Lebap và Mary. Mỗi tỉnh lại được chia thành các huyện. Turmenistan có 50 huyện, 24 thị trấn, trong đó có 15 thị trấn cấp huyện, 76 làng và 553 cộng đồng nông thôn (đơn vị tự quản nông thôn) và 1903 khu dân cư nông thôn.
Thành phố thủ đô của Turkmenistan là Ashgabat, đây là một đơn vị hành chính và lãnh thổ có quyền lực cấp tỉnh (velayat). Ashgabat gồm có 6 quận (etrap): Bagtyyarlyk, Berkararlyk, Kopetdag, Archabil, Abadan và Rukhabat.
| Phân vùng      | ISO 3166-2 | Thủ phủ     | Diện tích   | Dân số (2001) | Số |
| -------------- | ---------- | ----------- | ----------- | ------------- | -- |
| Ashgabat       | TM-S       | Ashgabat    | 260 km²     | 730.000       |    |
| Ahal (tỉnh)    | TM-A       | Anau        | 97.260 km²  | 785.800       | 1  |
| Balkan (tỉnh)  | TM-B       | Balkanabat  | 139.300 km² | 479.500       | 2  |
| Daşoguz (tỉnh) | TM-D       | Daşoguz     | 73.400 km²  | 1.196.700     | 3  |
| Lebap (tỉnh)   | TM-L       | Türkmenabat | 93.700 km²  | 1.160.300     | 4  |
| Mary (tỉnh)    | TM-M       | Mary        | 87.200 km²  | 1.287.700     | 5  |

Người đứng đầu các tỉnh là (tiếng Turkmen: hyakim"), do tổng thống bổ nhiệm.